# Mattias Skjelmose Jensen
Mattias Skjelmose Jensen (ur. 26 września 2000 w Kopenhadze) – duński kolarz szosowy.

## Osiągnięcia
Opracowano na podstawie:

2017
- 1. miejsce w klasyfikacji górskiej Wyścigu Pokoju Juniorów
- 2. miejsce w mistrzostwach Danii juniorów (start wspólny)

2018
- 3. miejsce w Paryż-Roubaix juniorów
- 2. miejsce w Wyścigu Pokoju Juniorów
- 1. miejsce w Tour du Pays de Vaud
  - 1. miejsce na etapie 3b (jazda indywidualna na czas)

2019
- 3. miejsce w Fyen Rundt

2021
- 1. miejsce w klasyfikacji młodzieżowej Tour of Norway

2022
- 3. miejsce w Tour de La Provence
  - 1. miejsce w klasyfikacji młodzieżowej
- 3. miejsce w mistrzostwach Danii (jazda indywidualna na czas)
- 3. miejsce w Tour de Wallonie
- 2. miejsce w Tour de l’Ain
  - 1. miejsce w klasyfikacji punktowej
  - 1. miejsce w klasyfikacji młodzieżowej
- 3. miejsce w Danmark Rundt
- 1. miejsce w Tour de Luxembourg
  - 1. miejsce w klasyfikacji młodzieżowej
  - 1. miejsce na 4. etapie

2023
- 2. miejsce w Étoile de Bessèges
  - 1. miejsce w klasyfikacji młodzieżowej
  - 1. miejsce na 4. etapie
- 1. miejsce w klasyfikacji punktowej Tour des Alpes-Maritimes et du Var
  - 1. miejsce na 2. etapie
- 3. miejsce w Classic de l’Ardèche
- 3. miejsce w Grand Prix Miguel Indurain
- 2. miejsce w La Flèche Wallonne
- 1. miejsce w Tour de Suisse
  - 1. miejsce w klasyfikacji młodzieżowej
  - 1. miejsce na 3. etapie
- 1. miejsce w mistrzostwach Danii (start wspólny)

## Rankingi
| Rok             | 2019  | 2020  | 2021 | 2022 | 2023 | 2024 |
| --------------- | ----- | ----- | ---- | ---- | ---- | ---- |
| World Ranking   | 1527. | 1928. | 170. | 51.  | 13.  | 18.  |
| UCI Europe Tour | 1017. | 1410. | 146. | 43.  | 14.  | 15.  |
|                 |       |       |      |      |      |      |
| Źródło: UCI     |       |       |      |      |      |      |